# Sony Sendai Football Club
 (septembre 2022).
Maillots
Le  Sony Sendai FC  (ソニー仙台FC, Sonī Sendai Efu Shī) était un club de football japonais basé à Sendai, dans la préfecture de Miyagi, au Japon. La couleur de l'équipe est le bleu marine.

## Historique
Le club a été fondé par les ouvriers de l'usine Sendai de Sony en 1968. Ils ont gardé un profil bas en jouant principalement dans la ligue de la préfecture de Miyagi pendant longtemps. Cependant, cela a soudainement changé en 1993 lorsqu'ils se sont lancés dans une tâche difficile pour atteindre la Japan Football League en 5 ans. Ils sont devenus champions de la ligue pendant 4 saisons consécutives à partir de 1994, d'abord dans les ligues préfécturals et les autres dans la Tōhoku Soccer League. Ils ont atteint leur objectif et ont été promus dans la Japan Football League en remportant le barrage de la Ligue régionale de 1997.
Lorsque la J2 League a été formée en 1999, le club a décidé de ne pas devenir professionnel. Ils ont rejoint la Japan Football League nouvellement organisée et sont depuis lors une équipe établie de la JFL.
À la suite du Séisme de 2011 de la côte Pacifique du Tōhoku, Sony Sendai, avec l'autorisation de la JFL, n'a pas participé à la première moitié de la saison 2011. On s'attendait à ce qu'ils aient obtenu la dernière place aux points, mais en raison de la promotion du Machida Zelvia et du Matsumoto Yamaga en J2 League et du retrait de la JEF United Chiba Reserves de la compétition, ils ont été épargnés par la relégation.
En 2015, Sony Sendai a remporté son premier titre JFL en battant les champions en titre le Vanraure Hachinohe aux tirs au but.
En septembre 2024, le club annonce qu'il se retire de la JFL et de la dissolution du club en fin d'années 2024.

## Bilan saison par saison
| Champions | Finaliste | 3e place | Promotion | Relegation |

| League | League     | League | League | League | League | League  | League | League | League | League | League | League | Coupe de l'Empereur | Shakaijin Cup |
| Season | Division   | Tier   | Teams  | Pos.   | P      | W (OTW) | D      | L      | F      | A      | GD     | Pts    | Coupe de l'Empereur | Shakaijin Cup |
| ------ | ---------- | ------ | ------ | ------ | ------ | ------- | ------ | ------ | ------ | ------ | ------ | ------ | ------------------- | ------------- |
| 1998   | Former JFL | 2      | 16     | 13th   | 30     | 7 (1)   | 1      | 22     | 42     | 71     | -29    | 23     | 2nd round           | -             |
| 1999   | JFL        | 3      | 9      | 5th    | 24     | 7 (2)   | 1      | 14     | 29     | 42     | -13    | 26     | 3th round           | Runner-up     |
| 2000   | JFL        | 3      | 12     | 5th    | 22     | 11 (2)  | 0      | 9      | 51     | 37     | 14     | 37     | 1st round           |               |
| 2001   | JFL        | 3      | 16     | 14th   | 30     | 9       | 5      | 16     | 28     | 46     | -18    | 32     | 1st round           |               |
| 2002   | JFL        | 3      | 18     | 4th    | 17     | 8       | 6      | 3      | 25     | 16     | 9      | 30     | 1st round           |               |
| 2003   | JFL        | 3      | 16     | 9th    | 30     | 13      | 6      | 11     | 46     | 44     | 2      | 45     | 1st round           |               |
| 2004   | JFL        | 3      | 16     | 6th    | 30     | 13      | 8      | 9      | 50     | 42     | 8      | 47     | 3rd round           |               |
| 2005   | JFL        | 3      | 16     | 7th    | 30     | 15      | 5      | 10     | 48     | 37     | 11     | 50     | -                   |               |
| 2006   | JFL        | 3      | 18     | 9th    | 34     | 10      | 7      | 17     | 48     | 65     | -17    | 37     | 1st round           |               |
| 2007   | JFL        | 3      | 18     | 11th   | 34     | 13      | 5      | 16     | 46     | 59     | -13    | 44     | 2nd round           |               |
| 2008   | JFL        | 3      | 18     | 9th    | 34     | 15      | 4      | 15     | 53     | 42     | 11     | 49     | 3rd round           |               |
| 2009   | JFL        | 3      | 18     | 3rd    | 34     | 17      | 8      | 9      | 49     | 30     | 19     | 59     | 2nd round           |               |
| 2010   | JFL        | 3      | 18     | 14th   | 34     | 11      | 9      | 14     | 34     | 42     | -8     | 42     | 3rd round           |               |
| 2011   | JFL        | 3      | 18     | 18th   | 17     | 3       | 7      | 7      | 14     | 24     | -10    | 16     | 2nd round           |               |
| 2012   | JFL        | 3      | 17     | 12th   | 32     | 9       | 12     | 11     | 27     | 29     | -2     | 39     | 2nd round           |               |
| 2013   | JFL        | 3      | 18     | 9th    | 34     | 12      | 14     | 8      | 33     | 34     | -1     | 50     | 2nd round           |               |
| 2014   | JFL        | 4      | 14     | 5th    | 26     | 13      | 7      | 6      | 45     | 29     | 16     | 46     | 3rd round           |               |
| 2015   | JFL        | 4      | 16     | 1st    | 30     | 21      | 8      | 1      | 48     | 21     | 27     | 71     | -                   |               |
| 2016   | JFL        | 4      | 16     | 6th    | 30     | 17      | 6      | 7      | 56     | 27     | 29     | 57     | 1st round           |               |
| 2017   | JFL        | 4      | 16     | 3rd    | 30     | 18      | 5      | 7      | 64     | 36     | 28     | 59     | 1st round           |               |
| 2018   | JFL        | 4      | 16     | 4th    | 30     | 16      | 4      | 10     | 67     | 43     | 24     | 52     | 2nd round           |               |
| 2019   | JFL        | 4      | 16     | 2nd    | 30     | 16      | 7      | 7      | 60     | 34     | 26     | 55     | -                   |               |
| 2020   | JFL        | 4      | 16     | 3rd    | 15     | 8       | 2      | 5      | 25     | 22     | 3      | 26     | 2nd round           |               |
| 2021   | JFL        | 4      | 16     | 6th    | 32     | 14      | 6      | 12     | 52     | 39     | 13     | 48     | 2nd round           |               |
| 2022   | JFL        | 4      | 16     | TBA    | 30     |         |        |        |        |        |        |        |                     |               |